# 手拍板

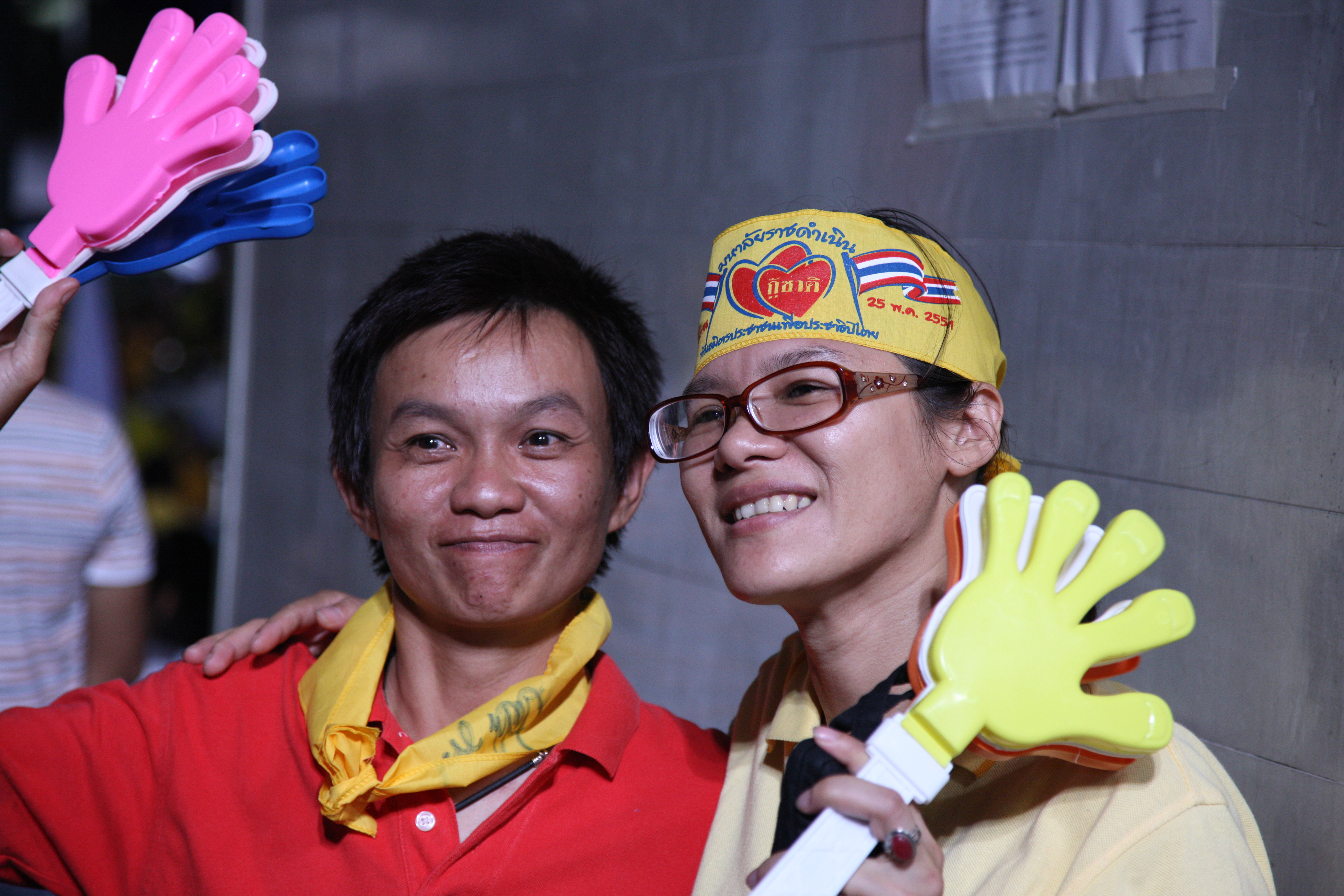
政治大集會的聲援者手中握著手拍板

手拍板是一種應援道具，通常由色彩鮮豔的塑料製成，基本上造型模仿手掌，三層重疊並連著把手。當使用者搖晃手拍板時，手掌形的塑料片會互相碰撞，發出「啪——啪——啪——」的響聲，有如掌聲一般，用以代替鼓掌。
手拍板經常使用在運動會、演唱會、綜藝節目現場等場合，用以製造眾人不斷鼓掌的熱鬧氣氛。手拍板也被使用在政治造勢活動，若現場有不斷的鼓掌，在掌聲的催化作用之下，一般民眾出席集會時容易被影響，支持台上演講者的言論。

## 另見
- 拍手
- 響板
- 拍拍扇（日语：応援ハリセン）